# Тотолапа
Тотолапа (исп. Totolapa) — посёлок в Мексике, штат Чьяпас, входит в состав одноимённого муниципалитета и является его административным центром. Численность населения, по данным переписи 2020 года, составила 4600 человек.

## Общие сведения
Название Totolapa с астекского языка можно перевести как — река птиц.
Поселение было основано в доиспанский период.
В 1665 году упоминается как поселение, управляемое из Сьюдад-Реаль-де-Чьяпы.
В 1778 году была построена церковь, объединяющая прихожан как из деревни, так и окрестных сёл и поместий.
В 1900 году крупный пожар уничтожил 40 домов, построенных их соломы.
В 1915 году деревня вошла в состав муниципалитета Сан-Бартоломе (сейчас Венустиано-Карранса).
В середине XX века Тотолапе был присвоен статус посёлка и административного центра одноимённого муниципалитета.